# Synagoge (Mayen)

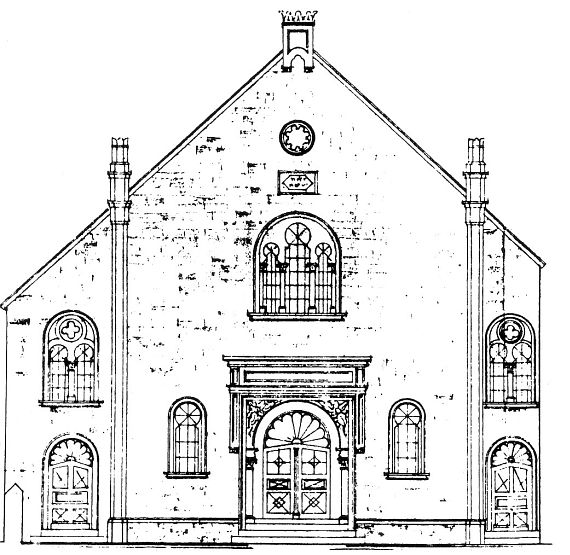
Bauzeichnung der Synagoge in Mayen (1902)

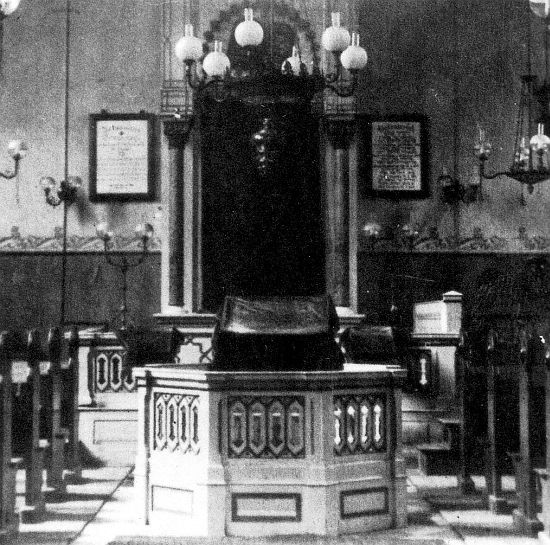
Innenansicht

Die Synagoge in Mayen, einer Stadt im Landkreis Mayen-Koblenz in Rheinland-Pfalz, wurde 1854/55 errichtet. Die Synagoge befand sich an der Straße Im Entenpfuhl.

## Geschichte
Bis Mitte des 19. Jahrhunderts nahm Zahl der jüdischen Einwohner in Mayen stark zu. Deshalb war der Betsaal in der Keutelstraße zu klein geworden und der Bau einer Synagoge notwendig. Im Jahr 1902 wurde die Frauenempore erweitert, wobei zwei Anbauten an den Längsseiten des Gebäudes erstellt wurden.
Beim Novemberpogrom 1938 wurde von SA-Männern die Inneneinrichtung der Synagoge zerschlagen und mit Benzin übergossen. Die Synagoge brannte völlig aus. Der in Mayen aufgewachsene Schauspieler Mario Adorf wurde als Achtjähriger Zeuge des Geschehens. Die Ruine wurde wenig später abgebrochen.

## Gedenken
Am 9. April 1981 wurde eine Gedenktafel zur Erinnerung an die Synagoge eingeweiht. Sie hat die Inschrift: „Hier stand von 1855-1938 die Synagoge der Jüdischen Gemeinde Mayen. Sie wurde am 10.11.1938 zerstört. Die Stadt Mayen 1980“.